# Sumatraanse bospatrijs

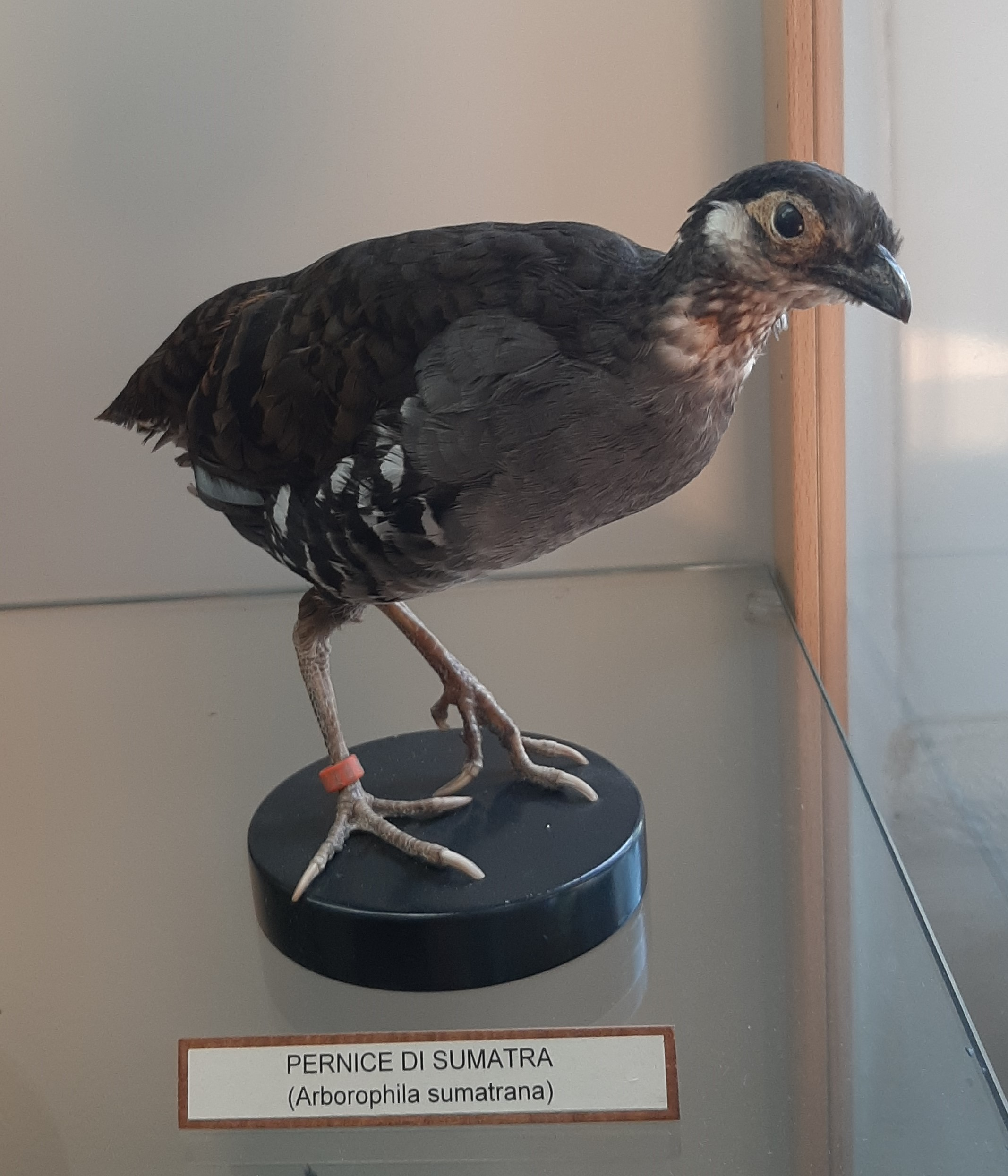
Sumatraanse bospatrijs

De Sumatraanse bospatrijs (Arborophila sumatrana) is een vogel uit de familie fazantachtigen (Phasianidae). De wetenschappelijke naam van de soort is voor het eerst geldig gepubliceerd in 1891 door Ogilvie-Grant.

## Voorkomen
De soort is endemisch op Sumatra.

## Beschermingsstatus
Op de Rode Lijst van de IUCN heeft de soort de status veilig.